# Cláudia Barroso
Amélia Rocha Barroso (Santo Antônio de Pádua, 23 de abril de 1932 — Fortaleza, 9 de outubro de 2015), conhecida pelo nome artístico de Cláudia Barroso, foi uma cantora e compositora e atriz brasileira.

## Biografia
Começou a carreira na década de 1960, apresentando-se em clubes noturnos de São Paulo. Foi descoberta pelo maestro Portinho e por Mauro Duarte, que na época era diretor da Rádio Nacional e da gravadora RGE. Seu primeiro disco, de 1962, um compacto de 78 rpm gravado pela Odeon, trazia as músicas Fica comigo essa noite, sucesso de Adelino Moreira e Nelson Gonçalves e Não, eu não vou ter saudade, de Vaucaire e C. Dumont, com letra em português de Romeu Nunes. Estreou em LP com Cláudia Barroso, em 1967. 
A consagração, porém, só veio em 1971, quando lançou pela gravadora Continental o LP Cláudia Barroso. O disco trazia duas  composições próprias que fizeram sucessoː Quem mandou você errar, A vida é mesmo assim.
Também nessa época foi jurada do programa Silvio Santos, ainda na TV Globo, e mais tarde do programa comandado por Chacrinha.
Morreu em 9 de outubro de 2015 aos 83 anos de idade, vítima de complicações respiratórias.

## Discografia
- 1967 - Cláudia Barroso (Fermata)
- 1971 - O Amor Me Chama (Premier/RGE)
- 1971 - Cláudia Barroso (Continental)
- 1972 - Cláudia Barroso (Continental)
- 1972 - Cláudia Barroso (Continental)
- 1973 - Cláudia Barroso (Continental)
- 1973 - Cláudia Barroso (Continental)
- 1974 - Cláudia Barroso (Continental)
- 1974 - Cláudia Barroso (Continental)
- 1975 - Cláudia Barroso (Continental)
- 1976 - Cláudia Barroso (Continental)
- 1977 - Cara e Coragem (Continental)
- 1978 - Conselho (Continental)
- 1979 - Cláudia Barroso (Continental)
- 1980 - Cláudia Barroso (Continental)
- 1986 - Cláudia Barroso (3M)
- 2000 - Cláudia Barroso Ao Vivo - A Vida É Mesmo Assim (CID)